# 정광호 (1895년)
정광호(鄭光好, 1895년 8월 22일 ~ 1955년 11월 6일)는 대한민국의 독립운동가 출신 정치인이다. 동경 2.8독립선언서를 가지고 1919년 독립운동에 참여했다.

## 약력
- 광주공립보통학교 졸업
- 한성관립사범학교 졸업
- 일본 메이지 대학교 정치경제과 2년 중퇴
- 중화민국 상하이 공립전문학교 상학과 전문학사
- 1919년 조청년독립단원
- 상하이 대한민국 임시정부 교통부 국장
- 한국독립당 행정대표상임위원
- 대한민국임시의정원 전남대표
- 경성제일약품주식회사 지배인
- 미군정 전라남도 광주부윤
- 한국민주당 중앙상무집행위원
- 한국민주당 조직부장
- 제헌 국회의원
- 한국전쟁 때 납북 되었다.

## 역대 선거 결과
|  | 0% |

|  | 0% |

## 참고 자료
- 《대한민국 의정총람》, 국회의원총람발간위원회, 1994년